# Slöjstjärt

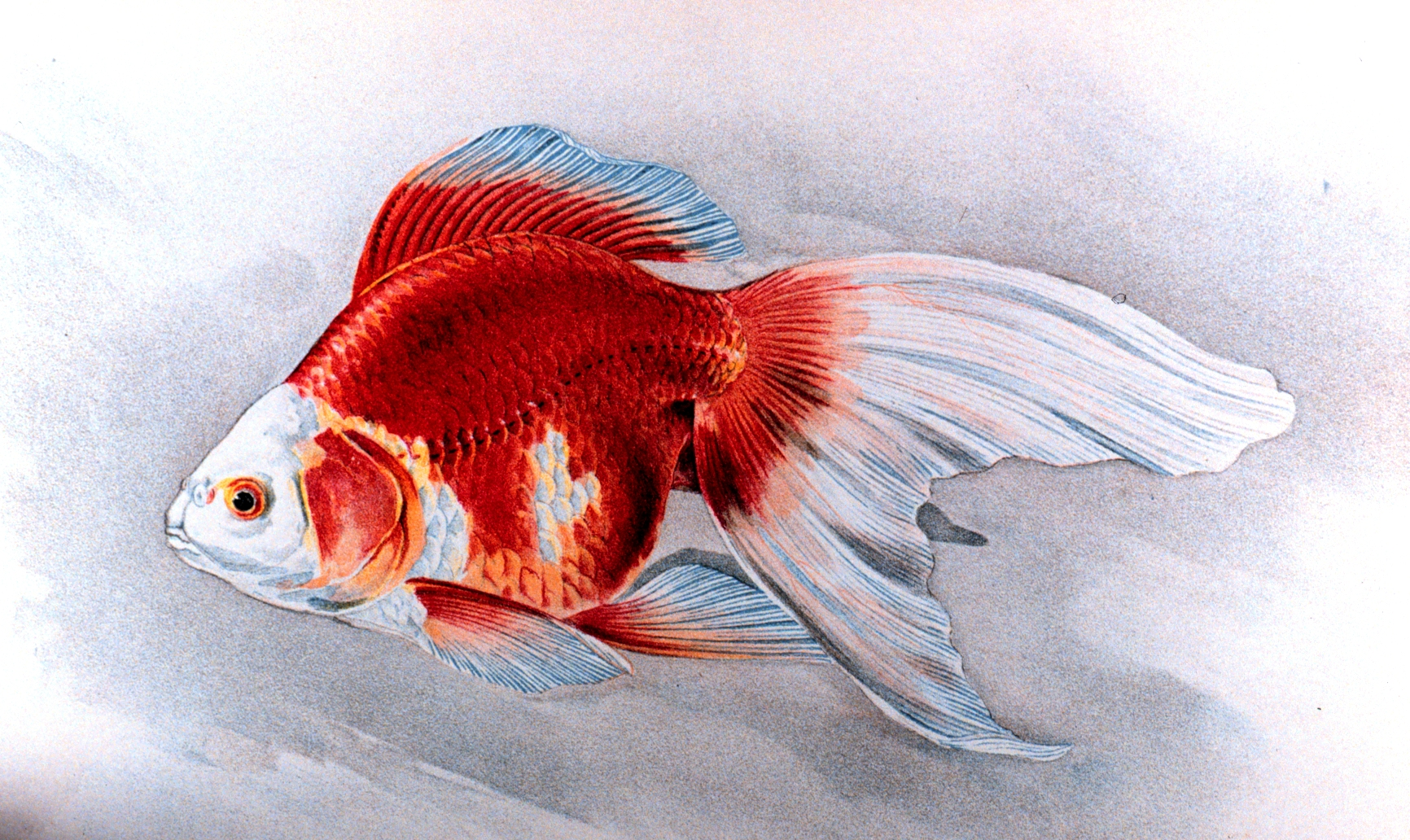
Slöjstjärt

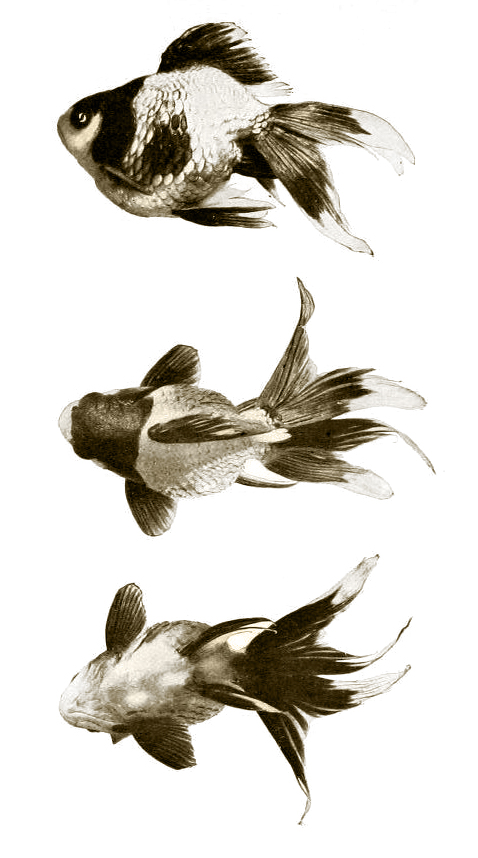
Ryukin

Slöjstjärt är en avelsform av guldfisken. Den har dubbla stjärtfenor och kompaktare kroppsbyggnad. För att en slöjstjärt ska räknas som rasriktig ska stjärtfenorna vara lika långa som kroppens längd, bukfenorna ska vara förlängda och ryggfenan motsvara 3/4 av kroppens längd. De första slöjstjärtarna i Europa importades 1883 av fiskodlaren Paul Matte till Berlin i Tyskland från Japan.

## Former
Idag finns det på marknaden, särskilt i Asien där guldfisken har sitt ursprung, mängder av varianter av slöjstjärtar. Golfboll och teleskopöga är två av dessa. Gränsen mellan vad som är en guldfisk och vad som är en slöjstjärt är väldigt svag idag.
Den vanliga slöjstjärten kan även den skilja sig ordentligt från fisk till fisk. Den finns i flera olika färger, allt ifrån den vanliga orange guldfiskfärgen till vita, svarta, chokladfärgade, blå, fläckiga och spräckliga. Dessa fiskar går oftast under namnet slöjstjärt men ibland får de tilläggsnamn efter variant till exempel Red cap oranda.

## Foder
Slöjstjärtar ska utfodras med bra guldfiskfoder i form av pellets eller granulat. De bör matas lite och ofta, gärna 2-3 gånger om dagen. Varierad kost är också viktigt. En bra början är att ge skalade gröna ärtor 1-2 gånger i veckan, samt skalade sojabönor, då båda dessa förebygger förstoppning och "smörjer upp" fiskens insida. Det är dessutom väldigt uppskattat av slöjstjärtarna.

## Miljökrav
Eftersom slöjstjärten är en framavlad fisk är den känsligare än sin stamfader och är därför inte lika lämplig som dammfisk. Det är också en myt att man kan ha slöjstjärtar i skålar, detta är snarare djurplågeri. Den behöver syrerikt vatten med stabila pH-värden för att må bra. Slöjstjärtar behöver ett akvarium på minst 120 liter, men man brukar inte rekommendera akvarium under 200 liter med tanke på hur stora de blir.
Slöjstjärtar trivs bäst tillsammans och bör hållas i en grupp på minst 5 individer; det är dock viktigt, att fiskarna har cirka 20 liter var utöver den minsta rekommenderade volymen på 150 liter. Det vill säga 150 + 20 liter (=170 liter) för två slöjstjärtar. Eller 150 + 20 + 20 liter (=190 liter) för 3 st slöjstjärtar. Inredningen i akvariet bör vara anpassad efter dessa lite klumpiga fiskars sätt att leva. Lavastenar är till exempel inget att rekommendera eftersom de långa stjärtfenorna kan fastna och rivas sönder. Växterna bör vara lite kraftigare och tåliga, så att de inte är så lätta att tugga sönder eller dra upp. Slöjstjärtar sover oftast i grupp på botten, det är därför lämpligt att ha en strömfri plats, exempelvis bakom en sten eller liknande, där fisken kan vila upp sig.
Vattentemperaturen ska ligga mellan 15 och 25 °C, pH-värdet mellan 6 och 8 och hårdheten på vattnet mellan 5 och 20 °dH. Storleken varierar mellan 5 och 25 cm – detta helt beroende på ålder. De förblir inte 5 cm stora i rätt förhållanden, utan kommer att växa upp till en stor fisk, och kräver därför ett tillräckligt stort akvarium ända från början. En slöjstjärt kan leva i upp till 10 år om den behandlas på rätt sätt.
Ett vanligt problem hos slöjstjärten är att simblåsan inte fungerar som den ska, fisken kan då inte orientera sig ordentligt och kan till exempel simma upp och ner. En presumtiv köpare av en slöjstjärt bör därför titta noga på hur den simmar. När man väl får hem sin slöjstjärt är det viktigt att sakta vänja den vid det nya vattnet. Den bör därför läggas i karantän, som fylls på med det nya akvariets vatten efterhand. Genom att flytta fisken med håv till akvariet, snarare än att hälla ner butikens vatten, undviks spridning av parasiter och liknande.

## Odling
Slöjstjärten är en romspridare vilket betyder att honan sprider sina ägg och att hanen sedan sprutar mjölke över dem. Äggen fastnar på stenar och växter m.m. och efter något dygn kläcks äggen. För att få slöjstjärten att leka kan man försiktigt höja vattentemperaturen något, den får dock aldrig överstiga 25 °C. Detta kommer starta vårkänslor hos fiskarna som förhoppningsvis börjar leka, om de är av olika kön vill säga. Det är ganska svårt att se vilket kön en slöjstjärt har. Det som skiljer hanarna från honorna är att de har något slankare kroppsbyggnad samt att deras analfenor ser något annorlunda ut. Under lekperioden får hanarna även små prickar på huvudets ovansida och på gällocken. Slöjstjärten är en mycket matglad fisk som inte gör skillnad på mat och ägg/yngel. Detta försvårar det hela eftersom de ca 100 äggen oftast äts upp på bara någon timme. För att undvika detta är det bra att flytta föräldrarna till ett annat akvarium och sedan flytta tillbaka de vuxna fiskarna när äggen lagts. Denna metod rekommenderas eftersom det är lättare att flytta två vuxna fiskar än 100 st, 2 mm stora genomskinliga yngel, som dessutom är som alla andra nyfödda varelser, extremt känsliga. I yngelakvariet ska det finnas en luftpump som syresätter vattnet. En vanlig pump som suger in vattnet och renar det genom ett filter är högst olämpligt eftersom ynglen sugs in i sådana pumpar. Belysningen ska också vara riklig eftersom fiskarna då får en vackrare färg som vuxna. Krossa flingfoder i mycket små bitar och häll ner i akvariet ca 3 gånger om dagen. Var noga med att inte mata för mycket, det som inte äts upp förgiftar bara vattnet. Den mat som blir kvar på botten måste sugas upp. Vattnet ska bytas dagligen, dock endast i liten mängd.